# Kangnam-gun
Kangnam-gun (koreanska: 강남군) är en kommun i Nordkorea.   Den ligger i provinsen Pyongyang, i den sydvästra delen av landet, 21 km sydväst om huvudstaden Pyongyang.